# Jeremiah M. Wilson
Jeremiah Morrow Wilson (* 25. November 1828 bei Lebanon, Ohio; † 24. September 1901 in Washington, D.C.) war ein US-amerikanischer Politiker. Zwischen 1871 und 1875 vertrat er den Bundesstaat Indiana im US-Repräsentantenhaus.

## Werdegang
Jeremiah Wilson besuchte die Schulen seiner Heimat. Nach einem anschließenden Jurastudium und seiner Zulassung als Rechtsanwalt begann er in diesem Beruf zu arbeiten. Später verlegte er seinen Wohnsitz und seine Kanzlei nach Connersville in Indiana. Zwischen 1860 und 1870 war er an verschiedenen Gerichten seiner neuen Heimat als Richter tätig. Politisch schloss sich Wilson der Republikanischen Partei an.
Bei den Kongresswahlen des Jahres 1870 wurde er im vierten Wahlbezirk von Indiana in das US-Repräsentantenhaus in Washington gewählt, wo er am 4. März 1871 die Nachfolge von George Washington Julian antrat. Nach einer Wiederwahl konnte er bis zum 3. März 1875 zwei Legislaturperioden im Kongress absolvieren. Im Jahr 1874 verzichtete Wilson auf eine erneute Kandidatur. Er blieb aber in der Bundeshauptstadt Washington, wo er als Anwalt praktizierte. Dort ist er am 24. September 1901 auch verstorben.